# Lamezia Terme
Lamezia Terme es una ciudad italiana de la provincia de Catanzaro en Calabria. Tiene una superficie de 162,43 kilómetro cuadrado y una población de 67,026 habitantes el 1 enero 2023. El municipio ha sido fundado el 4 de enero de 1968 como resultado de la fusión administrativa de los anteriores municipios de Nicastro, Sambiase i Sant'Eufemia Lamezia.
Dentro del territorio municipal se encuentran las ruinas de la antiga colonia griega de Terina.
Tiene una notable relevancia agricula, comercial, industrial i infraestructural para su posición central en la región. Es la sede del Aeropuerto Internacional de Lamezia Terme, el más importante de la región.

## Demografía
| Gráfica de evolución demográfica de Lamezia Terme entre 1861 y 2001 |
|                                                                     |
| fuente ISTAT - elaboración gráfica a cargo de Wikipedia             |